# Аутотранспорт Краљево
Аутотранспорт Краљево је некадашње предузеће које се бавило превозом људи и робе. Основано је 1949, а постојало је до 2016. године, када је отишло у стечај.